# Chiloschista godefroyana
Chiloschista godefroyana är en orkidéart som först beskrevs av Heinrich Gustav Reichenbach, och fick sitt nu gällande namn av Rudolf Schlechter. Chiloschista godefroyana ingår i släktet Chiloschista och familjen orkidéer.
Artens utbredningsområde är Fiji. Inga underarter finns listade i Catalogue of Life.